# Tympanogaster dingabledinga
Tympanogaster dingabledinga är en skalbaggsart som beskrevs av Perkins 2006. Tympanogaster dingabledinga ingår i släktet Tympanogaster och familjen vattenbrynsbaggar. Inga underarter finns listade i Catalogue of Life.